# Spastyczność
Spastyczność (ang. spasticity, z gr. spasticos „pociąganie, wciąganie”) – nieprawidłowe, nadmierne napięcie mięśni (hipertonia) przejawiające się oporem przy biernym rozciąganiu mięśni, wzrastającym stopniowo wraz ze wzrostem szybkości rozciągania i zmieniającym się przy zmianie kierunku ruchu lub narastającym gwałtownie po przekroczeniu pewnej szybkości lub stopnia rozciągnięcia.
Można spotkać także inne definicje, z których każda uwypukla inny aspekt tego zaburzenia. Według klasycznej definicji Lance'a (1980) spastyczność charakteryzuje się nadmiernym oporem na rozciąganie mięśnia zależnym od szybkości rozciągania, wynikającym z braku hamowania odruchu rozciągowego z powodu uszkodzenia górnego neuronu ruchowego. Według nowszych zasad zdefiniowana jest jako zaburzenie czuciowo-ruchowe, powstałe na skutek uszkodzenia górnego neuronu ruchowego, objawiające się mimowolną aktywacją mięśni (przerywaną lub stałą). 
Spastyczność należy odróżniać od innych zaburzeń przebiegających z nadmiernym napięciem mięśniowym, takich jak sztywność mięśni i dystonia.

## Przyczyny i mechanizm powstawania
Mięśnie pobudzane są do skurczu przez komórki nerwowe znajdujące się w rdzeniu kręgowym, które z kolei sterowane są różnorodnymi bodźcami, zarówno pobudzającymi jak i hamującymi. 
U podstaw spastyczności leży zaburzenie równowagi między (a)aktywnością pobudzającą i (b)aktywnością hamującą ruchy pochodzącą z mózgu, a (c)odruchową aktywnością rdzenia kręgowego. Uszkodzenie ośrodków odpowiedzialnych za ruch w mózgu lub dróg przewodzących sygnały do rdzenia kręgowego (uszkodzenie górnego neuronu ruchowego) powoduje uzyskanie przewagi przez odruchowe mechanizmy rdzeniowe powodujące napięcie mięśni. Prowadzi to do nadmiernego skurczu mięśni w odpowiedzi na nawet niewielkie bodźce czuciowe. Przy badaniu neurologicznym jest to widoczne jako wygórowanie odruchów ścięgnistych bądź odruchy polikloniczne, np. stopotrząs.
Uszkodzenia w obrębie mózgu lub dróg przewodzących impulsy (dróg korowo-rdzeniowych) mogą być spowodowane niedotlenieniem lub niedokrwieniem, krwotokiem, wadami rozwojowymi, urazem lub mogą być wynikiem niektórych schorzeń, takich jak stwardnienie rozsiane.
U dzieci najczęstszą przyczyną spastyczności jest mózgowe porażenie dziecięce, natomiast u dorosłych udar mózgu, stwardnienie rozsiane lub uraz.

## Spastyczność w mózgowym porażeniu dziecięcym
U ponad połowy pacjentów z mózgowym porażeniem dziecięcym niedowładom towarzyszy spastyczność. Utrudnia ona wykonywanie ruchów powodując odruchowe napięcie mięśni antagonistycznych. Kończyny najczęściej przyjmują ustawienie zgięciowe, a podczas chodu może występować ugięcie kolan, krzyżowanie nóg i stąpanie na palcach. Długotrwale występujące nadmierne napięcie mięśni prowadzi do przykurczów mięśni i deformacji stawów. Ogranicza to zakres ruchów i może dawać dolegliwości bólowe.

## Spastyczność w uszkodzeniach rdzenia
Jest to zjawisko, które może występować pod dwiema postaciami: podstawową i reaktywną. Pierwsza - podstawowa - pojawia się zazwyczaj po około 3 tygodniach od uszkodzenia (do kilku tygodni/miesięcy). Stopień jej nasilenia zależny jest od stopnia uszkodzenia. Z kolei spastyczność reaktywna zależna jest od dodatkowych bodźców.
U chorych z paraplegią może przybierać formę odruchu masowego, który polega na nagłym skurczu mięśni kończyn dolnych wraz z tułowiem, obfitym poceniu się, a niekiedy niekontrolowanym oddawaniu moczu i stolca (może to być spowodowane nawet delikatnym dotykiem chorego ręką lub pościelą).  Reakcje te można zmniejszyć poprzez odpowiednią rehabilitację. Spastyczność może być również wywoływana bodźcami chemicznymi i toksycznymi (infekcje dróg moczowych, duże odleżyny, przewlekłe zaparcia).

## Leczenie
Leczenie spastyczności jest bardzo złożone i musi być nadzorowane przez lekarzy i fizjoterapeutów. Ze względu na najczęściej nieodwracalny charakter uszkodzenia wielu pacjentów wymaga jakiejś formy leczenia przez resztę życia.
Można wydzielić trzy grupy metod leczniczych: rehabilitacja, podawanie leków zmniejszających napięcie mięśniowe i leczenie chirurgiczne.
Ćwiczenia i zabiegi fizykoterapeutyczne mogą obniżać napięcie mięśni, wzmacniać potrzebne grupy mięśni, poprawiać wzorce ruchowe i zapobiegać lub opóźniać wystąpienie zmian wtórnych, takich jak przykurcze mięśni i deformacje kostne.
Istnieją leki zmniejszające napięcie mięśniowe, np. baklofen, benzodiazepiny, które można przyjmować doustnie. Jest również możliwość podawania baklofenu bezpośrednio do kanału kręgowego przez implantowaną na stałe pompę.
Innego rodzaju preparatem jest toksyna botulinowa, którą wstrzykuje się bezpośrednio do mięśnia, który chcemy osłabić. Jej działanie utrzymuje się do 3-4 miesięcy od podania.
Leczenie operacyjne może być prowadzone metodami neurochirurgicznymi lub ortopedycznymi. Metody neurochirurgiczne mogą polegać na poprawie równowagi między bodźcami pobudzającymi a hamującymi napięcie mięśniowe (np. selektywna rizotomia (przecięcie) korzeni grzbietowych, implantacja stymulatorów pobudzających pewne obszary mózgu) lub na częściowym przecięciu nerwów w celu zmniejszenia ilości impulsów docierających do mięśni.
Operacje ortopedyczne polegają na wydłużaniu lub przenoszeniu przyczepów mięśni oraz korekcji zmian kostnych.